# U-Bahnhof Duissern
Der U-Bahnhof Duissern ist eine Tunnelstation des Duisburger Stadtbahnnetzes in der Ortsmitte Duisserns in der kreisfreien Stadt Duisburg. Der U-Bahnhof wird von der Duisburger Verkehrsgesellschaft (DVG) innerhalb des VRR betrieben. Er ist der nördlichste U-Bahnhof südlich der Hafenanlagen und verfügt über eine Kehranlage.

## Geschichte
Der U-Bahnhof Duissern wurde 1992 im Zuge der Vollendung des Baus des Innenstadttunnels Duisburg eröffnet. Duissern war der nördlichste Bahnhof dieses Tunnelsystems, unmittelbar nordöstlich daran anschließend befand sich eine Rampe, auf der die Gleise aus dem Tunnel heraus an die Oberfläche führten, auf der die Linie 903 über die Meidericher und Emmericher Straße weiter nach Meiderich führte. 
Von 1992 bis 2000 wurde der Tunnel bis nach Meiderich Bahnhof weitergebaut. Nach dessen Fertigstellung konnte die Fahrzeit zwischen dem U-Bahnhof Duissern und dem Stadtteil Meiderich auf 7 Minuten verkürzt werden, Meiderich durch den damals dort neu entstandenen benachbarten etwa 3,2 km entfernten U-Bahnhof Auf dem Damm besser erschlossen und die alte Strecke über die Emmericher Straße mit der Brücke über den Rhein-Herne-Kanal aufgegeben werden.

## Lage und Aufbau
Der U-Bahnhof verfügt über einen Mittelbahnsteig, der über Rolltreppen und Aufzüge erreichbar ist. Darüber hinaus verfügt der U-Bahnhof über ein DFI-System. Nördlich des Bahnsteigs befindet sich eine zweigleisige Kehranlage, in der zeitweise die Stadtbahnlinie U79 endet.

## Linien
| Linie | Linienverlauf | Takt                                      |        |
| ----- | --- | ----------------------------------------- | ------ |
| U 79  | ( U DU-Meiderich Bf 1 – U Auf dem Damm – ) U Duissern2 – U Duisburg Hbf – U König-Heinrich-Platz – U Steinsche Gasse – Platanenhof – Musfeldstraße – Kremerstraße – Karl-Jarres-Straße – Grunewald – Grunewald Betriebshof – Kulturstraße – Im Schlenk – Waldfriedhof – Münchener Straße – Sittardsberg – Mühlenkamp – St. Anna Krankenhaus – Angerbogen (nie in Betrieb genommen) – DU-Kesselsberg3 – D-Froschenteich – Wittlaer4 – Am Mühlenacker – Kalkumer Schlossallee – Klemensplatz – Kittelbachstraße – Alte Landstraße – Lohausen – Freiligrathplatz – Messe Ost/Stockumer Kirchstraße – Nordpark/Aquazoo – Reeser Platz – Theodor-Heuss-Brücke – Golzheimer Platz – Kennedydamm – U Victoriaplatz/Klever Straße – U Nordstraße – U Heinrich-Heine-Allee – U Steinstraße/Königsallee – U Oststraße – U Düsseldorf Hbf 5 (– U Oberbilker Markt/Warschauer Straße – U Ellerstraße – U D-Oberbilk – Kaiserslauterner Straße – Provinzialplatz – Werstener Dorfstraße – Südpark – D-Universität Ost/Botanischer Garten6 ) Hochflurbetrieb der Rheinbahn und DVG; ehemalige D-Bahn; Abschnitt 4–5 gehört zum ; in den Schulferien gilt ein besonderer Fahrplan. 15-Minuten-Takt auch im Abschnitt 2–6 Sa 5–19 Uhr und im Abschnitt 4–5 Mo–Fr 21–0 Uhr (ab 29.08.2018, davor 20–0 Uhr), Sa 20–0 Uhr und So 5–0 Uhr 30-Minuten-Takt im Abschnitt 2–6 Mo–Fr 19–22 Uhr und Sa 7–20 Uhr und im Abschnitt 1–2 Sa 9–18 Uhr und So 12–19 Uhr | 15 min (1–3) 10/20 min (3–4) 10 min (4–6) |        |
| 903   | Dinslaken Bf1 – Watereck2 – Walsum Rathaus – Fahrn Schwan – Marxloh Pollmann – Hamborn Rathaus – Landschaftspark Nord – Meiderich Bf – Auf dem Damm – Duissern – Duisburg Hbf – König-Heinrich-Platz – Steinsche Gasse – Pauluskirche – Hochfeld Süd Bf – Rheintörchenstraße3 – Wanheim-Angerhausen – Hüttenheim4 | 15 min (1-4) 7,5 min (2-3)                | 7½ min |

An der Station kann zu den Ringbuslinien 930 und 931 der Duisburger-Verkehrsgesellschaft (DVG) umgestiegen werden.
| Linie   | Linienverlauf |
| ------- | --- |
| 930/931 | Linie 930 verkehrt gegen und die Linie 931 verkehrt im Uhrzeigersinn: Ruhrau – Schnabelhuck – Duissern U-Bf – Duisburg Hbf Osteingang – Duisburg Hbf – Friedrich-Wilhelm-Platz – Hochfeld Pauluskirche – Dellviertel – Grunewald – Schlenk – MSV-Arena – Neudorf – Botanischer Garten – Schnabelhuck – Ruhrau |